# 岩松五良
岩松 五良（いわまつ ごろう、1898年1月20日 - 1964年12月15日）は、日本の文部官僚。文部省実業学務局長等を経て、長崎高等商業学校校長を務めた。

## 人物・経歴
東京府東京市杉並区生まれ。1918年第一高等学校大学予科文科志望卒業。1921年東京帝国大学文学部東洋史科卒業。1924年東京帝国大学法学部法律学科卒業。
1928年海軍兵学校文官教授。1932年文部省社会教育官。1938年文部大臣秘書官、文部大臣官房会計課長、文部大臣官房秘書課長、文部省普通学務局学務課長。
1939年文部省実業学務局長兼企画院参与。同年拓務省拓務局参与。1940年関東局在満教務部長。1942年長崎高等商業学校長。同年退官。1964年叙従四位。